# Your Love Is King
«Your Love Is King» — сингл с альбома Diamond Life (1984) английской группы Sade. Он был выпущен в 1984 году на студии Epic Records (Соединённые Штаты — Portrait Records, 1985).

## Список композиций
7" сингл (Великобритания)
- Сторона A:

1. «Your Love Is King» — 3:39

- Сторона B:

1. «Love Affair with Life — Recorded Live» — 4:35

12" макси-сингл (Великобритания)
- Сторона A:

1. «Your Love Is King» — 3:58

- Сторона B:

1. «Smooth Operator» / «Snake Bite» — 7:28
2. «Love Affair with Life» — 4:35

7" сингл (Соединённые Штаты)
- Сторона A:

1. «Your Love Is King» — 3:39

- Сторона B:

1. «Love Affair with Life (Live)» — 4:35

## Позиции в хит-парадах
| Еженедельные чарты: Чарты Великобритании - UK Top 40 — #6 Чарты Соединённых Штатов - Adult Contemporary — #8 - Hot R&B/Hip-Hop Singles & Tracks — #35 - The Billboard Hot 100 — #54 | Годовые чарты: \| Хит-парад (1984) \| Позиция \| \| ------------------------------- \| ------- \| \| Великобритания (Gallup Poll)[1] \| 97 \| |
| Хит-парад (1984) | Позиция |
| Великобритания (Gallup Poll) | 97 |